# Дом Каюма Насыри
Дом Каюма Насыри (официально: Дом, в котором жил и в 1902 году умер татарский просветитель Каюм Насыри) — утраченное и воссозданное историческое здание в Казани, в Старо-Татарской слободе, на улице Парижской Коммуны, дом 35. Построено во второй половине XIX века. Объект культурного наследия регионального значения.

## История
Дом, который принадлежал муэдзину Галеевской мечети Мухамедбедигу Хусаинову, построен во второй половине XIX века. Просветитель Каюм Насыри, родственник Хусаинова, жил в доме, снимая две комнаты, с 1871 года (по другим источникам, с 1887 года) до своей смерти в 1902 году. Дом воссоздан в 1991-1995 гг. на историческом месте. С 2002 года в нём действует музей Каюма Насыри, который является филиалом Национального музея Республики Татарстан. В доме воссозданы кабинет и мастерская учёного.

## Архитектура
Дом возведён по одному из образцовых проектов, составленных в первой половине XIX века. Дом был деревянным, в два этажа, прямоугольным в плане, выходившим на улицу узким торцом в 4 оконных оси, по татарским традициям. Со стороны двора был антресольный этаж. Нижний этаж, вероятно, использовался для хозяйственных нужд, верхний был жилым. Фасад был обшит тёсом. Прямоугольные оконные проёмы украшены простыми накладными наличниками с сандриком-полочкой на консольках. Углы здания оформлены в виде пилястр, поддерживающих фриз. Двухскатная крыша образует треугольный фронтон, в котором расположено традиционное трёхчастное окно. Вход в дом располагался со двора. Восстановлены также исторические ворота.